# Али Даниш бей
Али Даниш бей (на турски: Ali Daniş Bey) е османски офицер и чиновник от албански произход.

## Биография
Даниш бей е земевладелец от Прищина. Заема видни постове след Младотурската революция в 1908 г. От август 1908 до септември 1909 е валия в Солун, от август до октомври 1912 г. е министър на вътрешните работи, а от ноември 1912 до февруари 1913 г. – валия в Бурса.